# Ska Trek
Ska Trek ist eine Ska-Band aus Darmstadt, die sich 1990 gegründet hat.
Die neunköpfige Band spielt den traditionellen jamaikanischen Ska der 60er-Jahre: eine Mischung aus Ska, Reggae, Calypso und Soul. Ska Trek veröffentlichte nach ihrer Debüt-10" einige Singles. Einige Songs sind auch in verschiedenen Kompilationen enthalten. Im Jahr 2000 erschien das Album "Move Along" auf CD und Vinyl. Die Band spielte als Vorband im Programm bekannter Skakünstler, wie zum Beispiel bei Laurel Aitken, The Skatalites, Alton Ellis, Toots & the Maytals  und Desmond Dekker.

## Bandbesetzung
- „Redi“ John Kannankulam – Gesang
- Mimi Blümler – Gesang
- Olaf Heinrichsen – Keyboard
- Marco de Padova / Elmar Wisotzki – Gitarre
- Stefan Reese – Bass
- Lolo Blümler – Schlagzeug
- Moritz Mainusch – Trompete
- Florian Schropp – Saxophon
- Jan-Hinrich Brahms – Posaune

## Diskografie

### Alben
- 2000: Move Along (Grover Records)

### EPs und Singles
- 1991: Across the Skalaxy (ohne Label)
- 1994: Ska Trek EP (ohne Label)
- 1996: Jamboree / Pee Pee Cluck Cluck (Black Pearl)
- 2001: Drink Milk / Coffee & Milk Dub (Grover Records)